# Лаури, Малькольм
Кларенс Малькольм Лаури (англ. Clarence Malcolm Lowry, 28 июля 1909, г. Уоллеси, Чешир, Великобритания — 27 июля 1957, селение Райп, Вост. Сассекс, Великобритания) — английский писатель.

## Биография
Учился в Кембридже, матросом плавал на Дальний Восток (в Китай), путешествовал по Германии и Америке, жил в Париже, потом в Нью-Йорке. К началу 1930-х годов относится его знакомство с Диланом Томасом. В 1936 году поселился в Мексике, в 1939 году перебрался в Канаду, но наезжал в Нью-Йорк и Лондон. Пробовал работать в Голливуде (сценарий по роману Ф. С. Фицджеральда «Ночь нежна»).
Не исключено, что его преждевременная кончина от большой дозы снотворного и ещё большей — алкоголя была самоубийством, хотя квалифицировалась полицией как «смерть в результате несчастного случая».

## Творчество
При жизни Лаури опубликовал лишь малую часть написанного, многое было им задумано или только начато. Его главной книгой должна была стать многотомная эпопея «Путешествие без конца» («The Voyage That Never Ends»), от которой сохранилась — в начальном варианте — повесть «Лесная тропа к роднику», несколько новелл и незавершённый роман «Тьма, как в могиле, где лежит мой друг». Книгой же, которая осталась не только памятником автору, но и одним из самых пронзительных литературных произведений XX века, стал автобиографический, как едва ли не все написанное Лаури, роман или, по его собственному определению в письме к издателю, «пророчество, политическое предупреждение, криптограмма, абсурдистский фильм» «У подножия вулкана» (1947).
В 1976 году о жизни Лаури был снят документальный кинофильм «Вулкан: Расследование жизни и смерти Малькольма Лоури», получивший номинацию на премию «Оскар» в категории «лучший документальный полнометражный фильм», за рассказчика его озвучивал канадский писатель и кинорежиссёр Дональд Бриттен (Donald Brittain), за героя — британский актёр Ричард Бёртон.

## Произведения
- Ultramarine / Ультрамарин (1933, роман).
- Under the Volcano / У подножия вулкана(1947, роман, экранизирован Джоном Хьюстоном в 1984 с Альбертом Финни и Жаклин Биссет в главных ролях[2].
- Hear Us o Lord From Heaven Thy Dwelling Place / Услышь нас, Боже, с горней вышины (1961, роман, посмертно; Премия генерал-губернатора).
- Selected Poems / Избранные стихотворения (1962, посмертно).
- Lunar Caustic / Адский камень (1968, повесть, посмертно).
- Dark as the Grave wherein my Friend is Laid / Тьма, как в могиле, где лежит мой друг (1968, роман, посмертно).
- October Ferry to Gabriola / Октябрьский паром на Габриолу (1970, роман, посмертно).
- La Mordida / Ла Мордида (1996, роман, посмертно).
- Sursum Corda: The Collected Letters of Malcolm Lowry, 1947—1957 / Chung K. K. Y., Grace Sh., eds. Toronto: University of Toronto Press, 1997.

## Публикации на русском языке
- У подножия вулкана. Рассказы. Лесная тропа к роднику. М.: Прогресс, 1972 (Мастера зарубежной прозы).
- Парадоксальное удовлетворение, даруемое нашей профессией // Иностранная литература, 2006, № 11